# Anaxipha scia
Anaxipha scia är en insektsart som beskrevs av Morgan Hebard 1915. Anaxipha scia ingår i släktet Anaxipha och familjen syrsor. Inga underarter finns listade i Catalogue of Life.